# Clube Desportivo Progresso do Sambuquila da Lunda Sul
Clube Desportivo Progresso do Sambuquila da Lunda Sul conhecido também como Progresso da Lunda Sul, é um clube de futebol da Lunda Sul, província de Angola.

## História
Foi fundado em 13 de junho de 2002 pelo empresário Santos Bikuku com o nome de "Progresso do Sambuquila". Em 2014 mudou para o nome atual. As cores do clube são amarelo e preto.
O clube no ano 2014 conseguiu ser promovido pela 1ª vez no Campeonato Nacional da 1ª Divisão de Angola Girabola.
A equipa recebe os jogos no seu campo no Estádio das Mangueiras situado no Saurimo, capital da Lunda Sul, com capacidade para 1.500 Torcedores/Adeptos.